# MUTV
MUTV (Manchester United Television) – kanał telewizyjny klubu piłkarskiego Manchester United, nadający w Wielkiej Brytanii. Stacja rozpoczęła nadawanie 10 września 1998.
MUTV na swojej antenie pokazuje retransmisje meczów Manchesteru United, ekskluzywne wywiady z osobami związanymi z klubem, na żywo mecze rezerw i młodzieżowych zespołów Manchesteru, a także inne historyczne spotkania. Stacja pokazuje również towarzyskie spotkania Czerwonych Diabłów.
Stacja w momencie startu tylko w 1/3 należał do klubu, 33,3% udziałów należały do ITV plc, a kolejne 33,3% do BSkyB, 16 listopada 2007 roku ITV plc odsprzedało swoje udziały Manchesterowi United, to samo zrobiło BSkyB 22 stycznia 2013.
W Polsce prawa do pokazywania materiałów MUTV należały do Orange Sport.